# 허리케인 린다 (1997년)
허리케인 린다(Hurricane Linda)는 1997년의 13번째 허리케인으로, 중심기압이 902 hPa를 기록해 동태평양에서 허리케인 퍼트리샤 다음으로 세력이 강한 허리케인이다.

## 허리케인의 진행

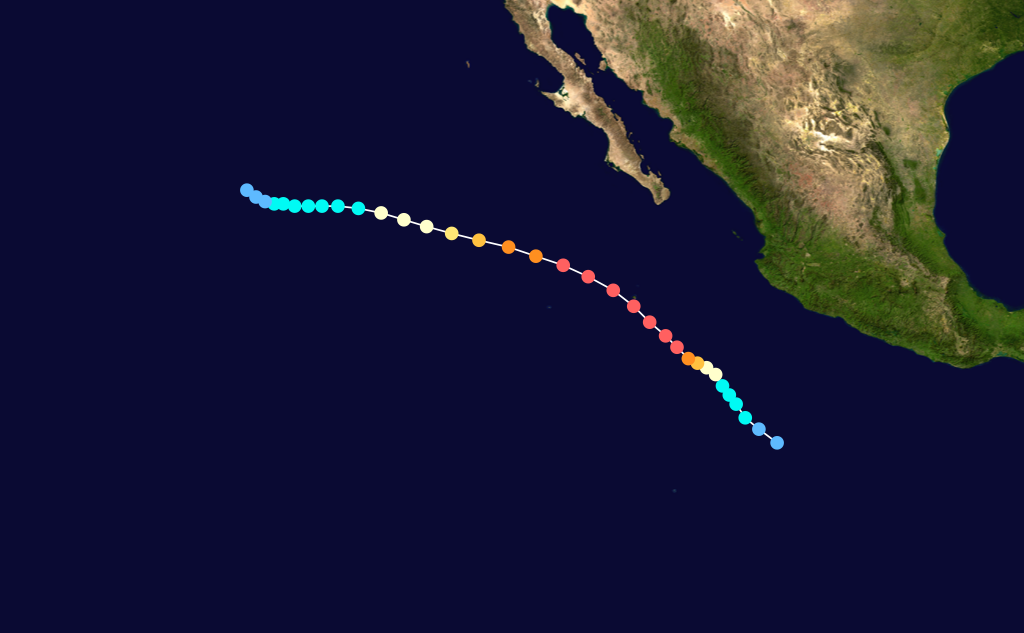
허리케인 린다의 이동 경로

허리케인 린다의 초기 상태로는 이렇게 믿어진다. 8월 24일 아프리카 대륙 서부 해안선에서 열대성 기압대가 배치되어 서쪽으로 계속 이동했다. 그러나 이 때 아무런 발달없이 계속해서 같은 세력으로 이동해 허리케인으로의 변화가 없었다. 그러고 난 뒤 9월 6일에 파나마 서쪽 해양에서 상승기류가 발달하였는데, 이 상승기류가 아프리카 대륙에서 이동해 온 저기압과 관련이 있을 것이라고 믿어왔다. 상승기류는 서진하여 조금씩 발달하다가 드디어 9월 9일 낮에 콜리나 주 만자닐로 남쪽 약 740 km (460 mi) 부근 해상에서 열대저기압 14-E로 이름이 붙여졌다.
열대저기압이 되면서 이 저기압은 북서쪽으로 9.7~19 km/h (6~12 mph)의 속력으로 전진해나갔다. 이 때 바하칼리포르니아수르주 남단에 위치한 저기압대의 영향을 받아 북서진했다. 이 날부터 빠르게 강해져 9월 10일에 열대 폭풍으로 발달하였고 열대폭풍이 되면서 미국 국립 허리케인 센터(NHC)가 '린다(Linda)'로 명명했다. 끊임없이 강력해져 9월 11일부터 허리케인의 눈이 불규칙하게 나타났다가 소멸되는 현상을 겪었고 곧 NHC가 허리케인의 지위로 승격시켰다. 허리케인 린다는 급격하게 강력해져 24시간만에 81 hPa가 떨어졌다. 이 수치는 1시간마다 평균적으로 3.38 hPa가 낮아진 것과 같다. 9월 12일까지 이런 현상이 나타나다가 사피어-심프슨 허리케인 등급 제5등급에 들어섰고 이어서 소코로섬 남동쪽 약 235 km (145 mi) 부근 해상에서 풍속 295 km/h (185 mph)에 도달하게 되어 최성기를 맞이하였다. 린다의 최대풍속은 드보락 분류법에 의해 290~314 km/h (180~195 mph)으로 추정되고 있고 최대순간풍속은 351 km/h (218 mph)까지 치솟았을 것이라고 예상하고 있다. 린다의 최저중심기압은 902 hPa로 기록되어 있으나, 허리케인이 실존해 있었을 때의 중심기압은 902 hPa보다 약간 낮은 900 hPa 정도를 기록했을 것이라고 예상하고 있다. 한편 중심기압 902 hPa는 동태평양에서 관측된 모든 허리케인 중에서 가장 강한 수치이다.
최성기를 맞이한 후에 린다는 소코로섬 근처를 사피어-심프슨 허리케인 등급 제5등급의 세력으로 거쳐갔으며, 이 때 기상예보관들은 린다가 북쪽으로 이동해 미국 캘리포니아주 남부에 도달할 것이라고 예측하고 있었다. 캘리포니아주 해안 쯤에 도달했을 때, 그 때는 이미 세력이 많이 약해져 열대 폭풍의 세력으로 주에 상륙할 것이라고 덧붙였다. 그러나 이와 같은 모든 예상을 깨고, 허리케인 린다는 서북서쪽으로 완전히 다르게 이동했다. 린다가 육지에서 많이 떨어져 있었음에도 불구하고, 캘리포니아 주에는 비구름이 몰려와 많은 비가 뿌려지게 되었다. 하지만 서북서쪽으로 이동해 수온이 낮은 태평양으로 이동하면서 빠르게 약화되었고 결국 9월 15일에 열대 폭풍으로 약해진 뒤, 이틀 후 9월 17일에 바하칼리포르니아반도 남쪽 끄트머리에서 서쪽으로 약 1,778 km (1,105 mi) 지점에서 열대 저기압으로 약해졌다.
예보관과 컴퓨터들은 어떻게 린다가 강력해질지 예상하지 못했다고 했다. 하지만 NHC에서만 린다가 72시간내에 풍속이 185 km/h (115 mph)에 도달해 강해질 것이라고 말했다. 허리케인 린다의 최대중심기압은 880 hPa까지 떨어졌을 것이라고 말하는 사람들도 있는데, 이는 현재의 기록인 902 hPa보다 무려 22 hPa가 낮은 기록이다. 1997년에는 엘니뇨가 기승을 부려 평소 수온보다 높게 나타나 많은 강한 허리케인과 태풍이 나왔다. 실제로 1997년에 북서태평양에서 발생한 29개의 1997년 태풍 중, 슈퍼태풍의 세력이었던 태풍이 11개나 되어, 1965년의 11개와 맞먹는 기록이 되었다. 1997년의 동태평양 허리케인에서는 슈퍼태풍이 전체 19개 중 7개가 나왔다. 허리케인 린다는 약 한 달 전에 발생한, 거의 같은 강한 세력이었던 허리케인 길레모와 매우 흡사한 점이 많다. 린다가 지나간 지점에서는 수온이 크게 낮아져 후에 제16호 허리케인인 허리케인 노라 (1997년)가 이 지점을 통과할 때 세력이 약해지는 결과를 낳게 되었다.

## 대비

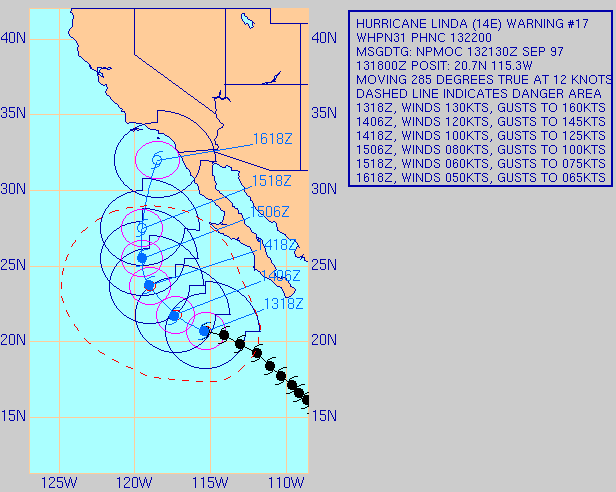
허리케인 린다의 초기 예보

허리케인 린다는 육지에 아무데도 상륙하지 않았지만 중심의 허리케인의 눈이 최성기의 시기에 소코로섬과 매우 가깝게 통과했다. 린다는 섬의 전기를 끊어 섬이 정전사태를 맞이했다. 섬의 기상관측소에서 중심기압이 986 hPa가 관측되었다.
멕시코에서는 아무 허리케인 주의보와 경보가 발령되지 않았으나 높은 파도와 강풍이 멕시코 해안지역을 덮쳤고 5개의 항구가 폐쇄되었다. 해안가에서는 2.4 m (7.8 ft)의 파도가 일었다.
허리케인 린다가 서북서쪽으로 이동하기 전에 좌측의 그림과 같이 예보는 캘리포니아주 남부에 열대 폭풍의 세력으로 린다가 도달할 것이라고 나와있다. 이전에 캘리포니아주 해안에 상륙한 허리케인은 1939년의 1939년 캘리포니아 허리케인으로, 59년 만에 미국 해안에 상륙할 것이라고 발표했었다. 미국 캘리포니아주 기상 서비스 센터에서는 캘리포니아주 남부에 많은 영향을 끼칠 수 있다고 발표하고 경고령을 내렸으나 확실하지는 않아 매스컴한테는 허리케인을 과장해 보도하지 말아달라고 부탁했다. 기상 서비스 센터에서는 폭우로 인해 홍수가 일어날 수 있고 높은 파도가 해안가를 덮칠 수 있다는 경고를 했고 이에 대응해 작업자들은 배수구를 정비하고 해안가 침수를 막기 위해 모래주머니를 준비하기 시작했다.

## 피해
허리케인 린다는 서북서쪽으로 향해 가 본토에는 직접영향을 끼치지는 않았으나 캘리포니아주 남부에서 4.6~5.5 m (15~18 ft)의 파도가 해안가를 덮쳤고 뉴포트비치의 방파제에서 5명이 떠내려가 약 270 m (900 ft)까지 떠밀려갔는데, 지나가는 선박에 의해 무사히 구조되었다. 린다에서의 비구름이 캘리포니아 주로 이동해 골프공 크기 만한 우박이 내린 일도 있었다. 샌버너디노 군과 리버사이드 군 경계에 있는 샌고르고니오 야생동물 서식지에서는 1시간에 64 mm의 강수량이 관측되었다. 주(州)에서의 강수량은 홍수와 산사태를 불러일으켜 2채의 집을 파괴시켰고 77채는 파손되었고, 총 320만달러(1997년 기준)의 재산피해액이 나왔다. 샌디에이고에서는 1.3 mm의 비가 내려 비가 관측된 기상청에서는 164일만에 비가 관측되었다. 163일동안 비가 내리지 않은 기록은 1915년과 1924년의 기록과 같다. 비구름은 미국 중북부 지역까지 확대되어 미네소타주의 최대도시인 미니애폴리스에 50 mm의 비가 내렸다.

## 기록
허리케인 린다가 중심기압 902 hPa를 기록하면서 1966년부터 발생한 모든 동태평양 허리케인을 통틀어 가장 강한 허리케인이 되었다. 이전의 기록은 1973년에 발생한 허리케인 애바가 기록한 915 hPa였으나 25년 만에 그 기록이 깨지게 되었다. 그러나 린다의 중심기압이 직접 관측된 관측소는 아무곳도 없어서 902 hPa의 기록이 확실하지는 않고 단지 예상만 했을 뿐이다. 그래서 허리케인 애바가 현재까지도 가장 강한 허리케인이라고 말하는 사람들도 있다.
허리케인 린다(Linda)가 남긴 육지에서의 피해는 심각하지 않아 제명이 되지 않았고 2003년과 2009년에 같은 이름이 다시 쓰이게 되었다.